# Nong Khiaw
Nong Khiaw (Lao: ໜອງຂຽວ) ist ein Ort in der Provinz Luang Prabang im Norden von Laos. Er liegt ca. 140 km nordöstlich der Provinzhauptstadt Luang Prabang am Ufer des Flusses Nam Ou. Nong Khiaw hat seit einigen Jahren für den Tourismus an Bedeutung gewonnen und ist zwischen Luang Prabang und der nördlichen Provinz Phongsali eine beliebte Station für Individualreisende.
Ein Anziehungspunkt ist dabei der Bootsverkehr auf dem Nam Ou, der für den einheimischen Personen- und Warentransport nach wie vor eine wichtige Rolle spielt. Durch den Bau eines Staudamms ist der Bootsverkehr zwischen Nong Khiaw und dem nördlich gelegenen Muang Khua seit Ende 2017 allerdings stark eingeschränkt.

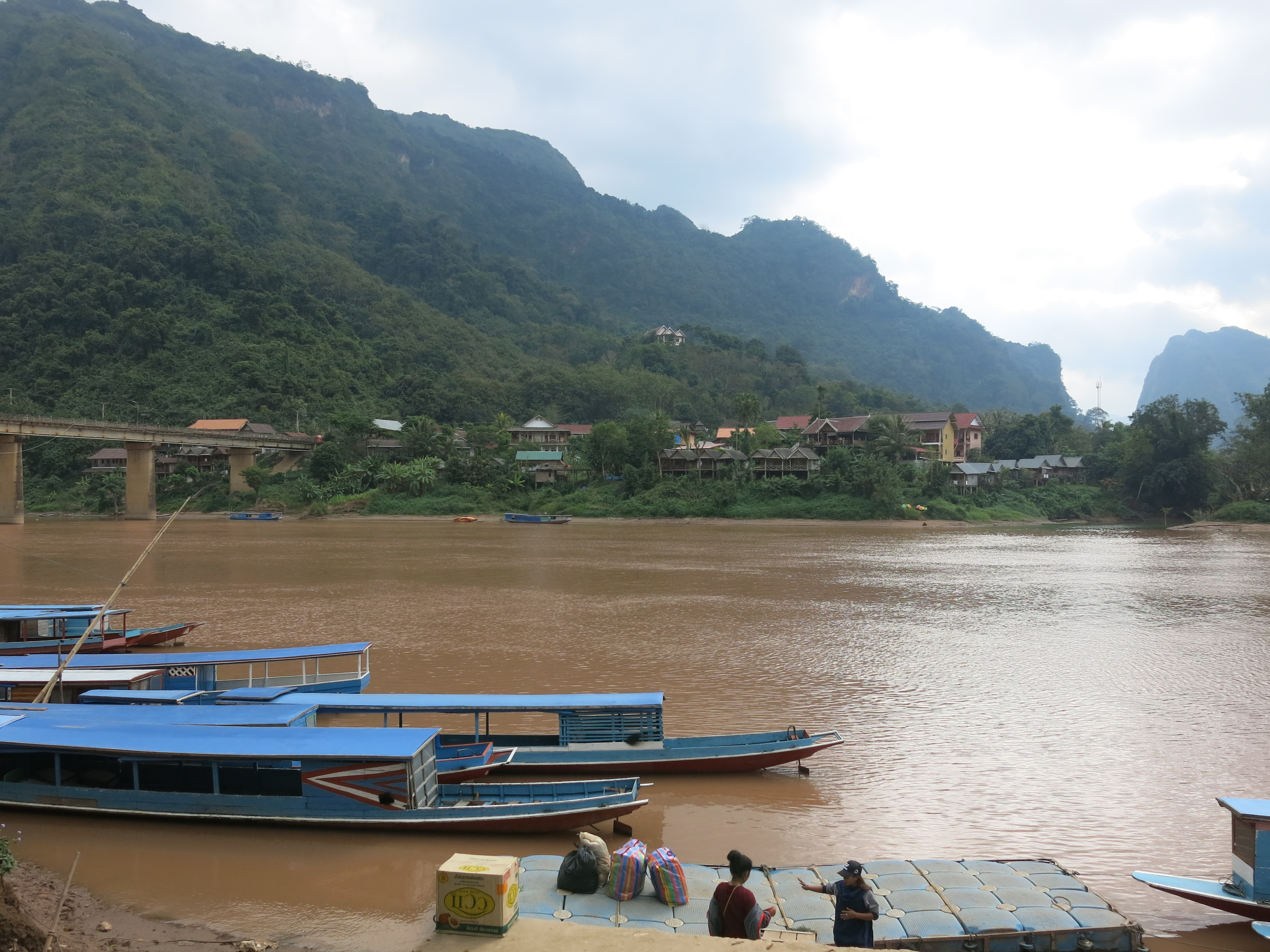
Bootsanleger in Nong Khiaw